# Стенлі Гукер
Сер Стенлі Джордж Гукер (англ. Sir Stanley George Hooker; 30 вересня 1907 — 24 травня 1984) — британський математик та авіаконструктор, доктор філософії, бакалавр наук, лицар-бакалавр, член Лондонського королівського товариства (1962), Королівського авіаційного товариства та Американської асоціації розвитку науки.

## Життєпис
Стенлі Джордж Гукер закінчив Імперський коледж Лондона та Брейсноуз коледж Оксфордського університету.
Працював у Британському адміралтействі, згодом у компаніях «Роллс-Ройс» та «Bristol Aeroplane Company» (1949—1970).
Був відомий як розробник реактивних двигунів. Брав участь у розробці перших реактивних двигунів «Welland» та «Derwent», а також в доведенні двигунів «Proteus» та «Olympus», спроектував двигун «Pegasus».